# Lijst van koningen van Dal
Deze lijst van Koningen van Dal geeft een overzicht van alle bekende koningen van het koninkrijk Dal, bij de Eenzame berg. Beide liggen in de fictieve wereld Midden-aarde van J.R.R. Tolkien.

## Lijst van koningen

### Girion
Girion was de laatste regerende koning van Dal voordat de draak Smaug de Eenzame berg aanviel en de rijken van de dwergen en de mensen vernietigde. Girion zelf werd ook door de draak gedood. Zijn vrouw en zijn zoon ontkwamen en vestigden zich in Esgaroth. In De Hobbit wordt Girion kort genoemd. Naar hem was een ketting genoemd, die Smaug uit Dal geplunderd had en aan zijn schat in de Eenzame berg had toegevoegd. Toen de draak verslagen was kreeg Thranduil de Halsketting van Girion van diens erfgenaam Bard.

### Bard I
Bard woonde in Esgaroth en was een van de beste boogschutters van de stad. Hij was tevens de erfgenaam van Girion. Toen Smaug in 2941 van de Derde Era Esgaroth aanviel en vernielde, lukt het Bard uiteindelijk om Smaug te doden, doordat Bilbo Balings de zwakke plek in het pantser van de draak onthulde. Bard claimde hierna één twaalfde van de schat van Smaug, die hij vervolgens deelde met de Meester van Esgaroth, teneinde de stad te kunnen herbouwen. De Meester stal het geld echter, en vluchtte ermee weg in de wildernis, waar hij uiteindelijk ook stierf.
Bard besloot om, samen met een deel van het volk, terug te gaan naar Dal om de oude stadstaat in ere te herstellen. Hij werd uiteindelijk uitgeroepen tot Koning Bard, en hij werd na zijn dood opgevolgd door zijn zoon Bain.

### Bain
Na de dood van zijn vader volgde Bain hem op als koning van Dal. Bain werd opgevolgd door zijn zoon Brand.

### Brand
Brand was koning van Dal tijdens de Oorlog om de Ring. Toen Dal door de Oosterlingen werd aangevallen, werden de mensen van Dal teruggedreven in de richting van Erebor, de Eenzame Berg, waar koningen Dáin IJzervoet en Brand sneuvelden. De slag werd uiteindelijk onder aanvoering van Dáins zoon Thorin Steenhelm gewonnen en Brands zoon Bard II volgde hem op als koning van Dal.
Brand is een speelbaar personage in de expansie The Lord of the Rings: The Battle for Middle-earth II: The Rise of the Witch-king van het computerspel The Lord of the Rings: The Battle for Middle-earth II.

### Bard II
Nadat zijn vader gesneuveld was in de Slag van Dal volgde zijn zoon Bard hem op. Bard was genoemd naar zijn overgrootvader Bard de Boogschutter, die de eerste koning van het herstelde Dal was, daarom kreeg Bard de toevoeging "II" achter zijn naam toen ook hij koning werd van Dal.